# Крутая (Житомирская область)
Крутая либо Крута (укр. Крута) — село в Житомирском районе Житомирской области Украины.
Код КОАТУУ — 1822081802. Население по переписи 2001 года составляет 121 человек. Почтовый индекс — 10000. Телефонный код — 412. Занимает площадь 0,567 км².
До 2010 года называлось Круты (укр. Круты). Переименовано решением Житомирского областного совета от 18 марта 2010 года № 1062 «О внесении изменений в административно-территориальное устройство Житомирской области». Верховной радой уточнение пока не утверждено.

## Адрес местного совета
12461, Житомирская область, Житомирский р-н, с. Глубочок, ул.Мира, 1